# ميلودي موخاريق
ميلودي موخاريق (من مواليد 1950 في الدار البيضاء هو نقابي مغربي.
منذ ديسمبر / كانون الأول 2010، أصبح أميناً عاماً للاتحاد المغربي للشغل أقدم مركز نقابي في المغرب خلفا لمؤسسه التاريخي المحجوب بن الصديق الذي ترأسه منذ إنشائها في 1955 حتى وفاته في سبتمبر 2010.